# Ulmer Band
Das Ulmer Band ist eine Auszeichnung der Ulmer Bürger Stiftung, die seit dem Jahr 2000 an verdienstvolle Bürger der Stadt Ulm verliehen wird.

## Entstehung
Die Ulmer Bürger Stiftung, eine im Jahr 1997 vom Ulmer Gemeinderat mit einem Vermögen von damals 6 Mio. DM gegründete Stiftung, verleiht das Ulmer Band als Auszeichnung an Personen, die sich um das politische, kulturelle, religiöse, wirtschaftliche, soziale oder gesellschaftliche Leben der Stadt Ulm verdient gemacht haben oder durch ihr geistiges oder künstlerisches Werk das Ansehen der Stadt gemehrt haben.
Seit 2017 ist die Verleihung des Ulmer Bandes gleichzeitig mit der Nominierung der Preisträgerinnen und Preisträger für den Deutschen Engagementpreis verbunden.

## Verleihung
Mit dem Ulmer Band werden seit dem Jahr 2000 jährlich bis zu fünf auszeichnungswürdige Personen geehrt.

Die Verleihung erfolgt jeweils in den Monaten März oder April im Rahmen einer Feierstunde im Foyer des Ulmer Rathauses durch den amtierenden Oberbürgermeister der Stadt Ulm.

## Liste der Träger des Ulmer Bandes
Folgende Personen wurden seit 2000 mit dem Ulmer Band ausgezeichnet (Bereiche des gewürdigten besonderen Engagements):

### Auszeichnungen im Jahr 2000
- Peter Bücheler (kultureller Bereich)
- Elfriede Freudenberger (Bereich des Sports)
- Eberhard Kastner (gesellschafts- und verbandspolitischer Bereich)
- Erika Lesiow (sozialer Bereich)
- Roland Maier (Natur- und Umweltschutz)

### Auszeichnungen im Jahr 2001
- Edeltraud Maria Hübner (sozialer Bereich)
- Rukiye Kaplan (sozialer Bereich)
- Bernd Lambacher (jahrzehntelange vielfältige ehrenamtliche Tätigkeit)
- Kurt Wiedenmann (gesellschafts- und verbandspolitischer Bereich)
- Michael Wieland (jahrzehntelange vielfältige ehrenamtliche Tätigkeit)

### Auszeichnungen im Jahr 2002
- Hans Biehmelt (jahrzehntelange vielfältige ehrenamtliche Tätigkeit)
- Hubert Gürntke (Bereich des Sports)
- Irene Laepple (jahrzehntelange vielfältige ehrenamtliche Tätigkeit)
- Hedwig Rapp (jahrzehntelange vielfältige ehrenamtliche Tätigkeit)
- Christa Uhlmann (sozialer Bereich)

### Auszeichnungen im Jahr 2003
- Karl Baur (jahrzehntelange vielfältige ehrenamtliche Tätigkeit)
- Marianne und Karl-Heinz Binder (Brauchtumspflege)
- Irmgard Ebert (sozialer Bereich)
- Franz Hiller (sozialer Bereich)

### Auszeichnungen im Jahr 2004
- Eberhard Huber (Kinder- und Jugendarbeit)
- Ilse Schulz (kultureller und sozialer Bereich)
- Hans-Peter Vollmer (sozialer und kirchlicher Bereich)
- Hertha Wieseler (kirchlicher Bereich)

### Auszeichnungen im Jahr 2005
- Gisela von Canal (Natur- und Umweltschutz)
- Inge Gulde (sozialer Bereich)
- Hanne Reck (sozialer Bereich)
- Franz Rehm (karitativer Bereich)
- Lydia Stiller (Altenarbeit)

### Auszeichnungen im Jahr 2006
- Brunhilde Düllmann (gesellschaftspolitisches Engagement)
- Richard Gründler (Heimatpflege)
- Emanuel Kunz (Tier- und Artenschutz)
- Pasquale Peduto (bürgerschaftliches Engagement für italienische Mitbürger)
- Mariko Sugimoto (gesellschaftlicher Bereich)

### Auszeichnungen im Jahr 2007
- Anna Becht (sozialer Bereich)
- Edith Bode (sozialer Bereich)
- Hans Fichtner (Umwelt- und Naturschutz, Versöhnung mit ehemaligen jüdischen Mitbürgern)
- Horst Mayer (Umwelt- und Naturschutz, Sport, Bildung und Soziales)

### Auszeichnungen im Jahr 2008
- Johannes Hühn (Jugendarbeit)
- Guliana Rousom (bürgerschaftliches Engagement am Eichberg)
- Max Schmitt (Heimatgeschichte)

### Auszeichnungen im Jahr 2009
- Georg Auweder (kirchlicher und sozialer Bereich)
- Renate Lambacher (gesellschaftlicher Bereich und Seniorenarbeit)
- Rosemarie Rupp (kirchlicher und sozialer Bereich)

### Auszeichnungen im Jahr 2010
- Liselotte Bertsch (sozialer Bereich)
- Andrea Göpel-Traub (sozialer Bereich)
- Jean Köpf (gesellschaftlicher Bereich)
- Gertrud Schwartz (sozialer Bereich)

### Auszeichnungen im Jahr 2011
- Eliane Barback (sozialer Bereich)
- Margit und Joachim Eifert (sozialer Bereich)
- Monika Herold (gesellschaftlicher Bereich)
- Robert Freudigmann (kultureller und sozialer Bereich)

### Auszeichnungen im Jahr 2012
- Werner Baur (Notfallseelsorge)
- Hartmut Dorow (sozialer Bereich)
- Josef Engel (musikalischer, kirchlicher und sozialer Bereich)
- Sonja Reiner (sozialer Bereich)
- Ingrid Schlaud (sozialer Bereich)

### Auszeichnungen im Jahr 2013
- Jannis Chouliaras (internationaler und kultureller Bereich)
- Fritz Glauninger (Heimatgeschichte und Bereich des Sports)
- Mathilde Maier (sozialer Bereich)
- Anni Martini (sozialer Bereich)
- Miernasrodien Rafizada (internationaler und sozialer Bereich)

### Auszeichnungen im Jahr 2014
- Heinz Dorsch (sozialer und sportlicher Bereich)
- Eugen Heilbronner (Heimatpflege)
- Georg Metzenrat (sozialer Bereich)
- Klaus Müller-Nübling (musikalischer Bereich)
- Waltraud Witka (sozialer Bereich)

### Auszeichnungen im Jahr 2015
- Dieter Fortmann (Natur- und Umweltschutz)
- Beate Hanack-Schmid (sozialer Bereich)
- Helga Ludwig (sozialer Bereich)
- Gerhard Schilling (Jugendarbeit und Landschafts- und Umweltschutz)
- Elisabeth Schneider (sozialer Bereich)

### Auszeichnungen im Jahr 2016
- Renate Babic (sozialer Bereich)
- Franz Häußler (politischer, sozialer und musischer Bereich)
- Manfred Makowitzki (sozialer Bereich)
- Lothar Steurer (sozialer Bereich)
- Johannes Stolz (sozialer Bereich)

### Auszeichnungen im Jahr 2017
- Wilhelm Bayer (sozialer Bereich)
- Else Göbel (sozialer Bereich)
- Götz Hartung (kultureller und sozialer Bereich)

### Auszeichnungen im Jahr 2018
- Hans-Joachim Amann (heimatgeschichtlicher Bereich)
- Elisabeth Gabrysch (sozialer und sportlicher Bereich)
- Helmut Kast (kirchlicher und heimatgeschichtlicher Bereich)
- Christa Kuisl (sozialer und redaktioneller Bereich)
- Gerhard Nolte (sportlicher Bereich)

### Auszeichnungen im Jahr 2019
- Matthias Burger (Denkmalschutz)
- Ilka Dangel (sozialer Bereich)
- Eberhard Kast (heimatgeschichtlicher und bürgerschaftlicher Bereich)

### Auszeichnungen im Jahr 2020
- Helga Gerstmeier (sozialer Bereich)
- Stefanie Klenk (sozialer und kirchlicher Bereich)
- Gunter Scheitterlein (sozialer Bereich)
- Hans Supritz (Gemeinwesen und Heimatvertriebene)

### Auszeichnungen im Jahr 2021
- Ursula Bürzle (sozialer Bereich)
- Günter-Klaus Drollinger (sozialer und kirchlicher Bereich)
- Lothar Heusohn (politischer, kultureller und gesellschaftlicher Bereich)
- Ulrike Moll (sozialer und interkultureller Bereich)
- Monika Thoma (sozialer, kirchlicher und interkultureller Bereich)

### Auszeichnungen im Jahr 2022
- Guido Adler (sozialer Bereich)
- Gisela Bantle (sozialer und kirchlicher Bereich)
- Fritz Eckhardt (heimatgeschichtlicher Bereich)
- Maria Gmeiner (sozialer Bereich)
- Bernd Kühlmuß (sozialer Bereich)

### Auszeichnungen im Jahr 2023
- Paula Jäger (sozialer und kirchlicher Bereich)
- Ulrich Scheitenberger (sozialer und sportlicher Bereich)
- Edgar Winter (sozialer und politischer Bereich)

### Auszeichnungen im Jahr 2024
- Franz Barth (sozialer, kirchlicher und heimatgeschichtlicher Bereich)
- Dorle Ehrler (sozialer und kirchlicher Bereich)
- Wolfgang Erler (sozialer Bereich)
- Susanne Freitag (sozialer Bereich)
- Gebhard Freitag (sozialer Bereich)

### Auszeichnungen im Jahr 2025
- Karl Faßnacht (kultureller und heimatgeschichtlicher Bereich)
- Ulrike Häufele (sozialer, politischer, heimatgeschichtlicher und kultureller Bereich)
- Michael Leibinger (musischer und sportlicher Bereich)
- Katharina Gräfin Reuttner von Weyl (sozialer Bereich)
- Karl Sommer (sozialer Bereich)
- Rose von Dassel-Schlüter (sozialer Bereich)